# Gowkthrapple
Gowkthrapple – miejscowość w południowej Szkocji, w hrabstwie North Lanarkshire, przedmieście Wishaw. W 2011 roku liczyła 1205 mieszkańców.
W przeszłości znajdował się tu kompleks przemysłowy – początkowo huta żelaza i stali, a następnie fabryka zegarów Smiths, działająca od 1951 roku do lat 70. XX wieku. Obecnie miejscowość pełni głównie funkcję mieszkalną. Znaczną część zabudowy stanowią bloki mieszkalne wzniesione w latach 70. Działa tu szkoła podstawowa, świetlica, a w dawnej fabryce zegarów – park przemysłowy.
W 2011 roku 13,6% ludności stanowili Polacy – największy odsetek spośród wszystkich miejscowości w Szkocji.